# Xenandra
Xenandra is een geslacht van vlinders uit de familie van de prachtvlinders (Riodinidae), onderfamilie Riodininae.
Xenandra werd in 1865 voor het eerst wetenschappelijk beschreven door C. & R. Felder.

## Soorten
Xenandra omvat de volgende soorten:
- Xenandra agria (Hewitson, 1853)
- Xenandra ahrenholzi Hall, J & Willmott, 2007
- Xenandra caeruleata (Godman & Salvin, 1878)
- Xenandra desora Schaus, 1928
- Xenandra helius (Cramer, 1779)
- Xenandra nigrivenata Schaus, 1913
- Xenandra pelopia (Druce, H, 1890)
- Xenandra poliotactis (Stichel, 1910)
- Xenandra vulcanalis Stichel, 1910